# Кузьмич, Иван Викторович
Иван Викторович Кузьмич (15 декабря 1913, д. Новое Село, совр. Белоруссия — 1 августа 1995, Новосибирск, Россия) — советский инженер, начальник конструкторского отдела по созданию приборов ночного видения в составе ОКБ Новосибирского приборостроительного завода (1959—1977), лауреат Государственной премии СССР (1951).

## Биография
Родился 15 декабря 1913 года в Новом Селе на территории современной Белоруссии. Из крестьянской семьи.
В 1938 году окончил Ленинградский институт точной механики и оптики, после чего работал на Новосибирсклм приборостроительном заводе имени Ленина, где занимал должности старшего инженера, конструктора, а с 1959 по 1977 — начальника конструкторского отдела по созданию приборов ночного видения опытно-конструкторского бюро.
Занимался разработкой стереодальномеров для Советской армии. Под его управлением начался серийный выпуск созданных конструкторским подразделением автоматических зенитных прицелов и разработаны первые ночные прицелы; изготовленные позднее с его участием приборы ночного видения — наблюдательные и прицельные системы — смогли целиком удовлетворить потребность сухопутных войск в этих устройствах.

## Награды
В 1976 году удостоен ордена «Знак Почёта».